# Tatwi
Le tatwi, tatoui ou attatoui (arabe : التطويع) est un diplôme créé en 1898, délivré par l'université Zitouna de Tunis jusqu'en 1933.

## Caractéristiques
Le tatwi est un diplôme de théologie et d'étude de la jurisprudence islamique obtenu après sept années d'études secondaires, soit trois ans après un premier diplôme de base. Diplôme très prestigieux, il permet à ses détenteurs d'accéder à des positions de dignitaires religieux. Jusqu'aux années 1920, les détenteurs de ce diplôme peuvent automatiquement devenir « témoins notaires » sans passer un concours. Cette fonction de notaire musulman, qui coexiste avec les notaires juifs, est placée sous l'autorité du bey et des cadis. Ces derniers délèguent progressivement aux notaires des pouvoirs de juridiction. 

## Remise en cause partielle des prérogatives attachées au diplôme
En 1928, le protectorat français réforme la profession de notaire : il réserve une partie des postes aux titulaires du tatwi, mais prévoit par décret un concours comportant entre autres des épreuves de droit civil et de français. En contrepartie, les titulaires du tatwi seraient les seuls à pouvoir exercer le notariat musulman dans les grandes villes. Ce projet entraîne une grève des étudiants, puisqu'il rallonge leur cursus de deux ans, et dans des matières auxquelles ils ne sont pas préparés. Les organisateurs de la grève mettent aussi en avant le caractère « antireligieux » du droit civil et du droit des obligations introduits par la réforme dans leur cursus de formation. Malgré cette opposition, la réforme est mise en application en juillet 1929. À partir des années 1930, les diplômés ne peuvent plus trouver facilement un emploi sur le marché du travail. Une association se constitue, en 1937, pour la défense des diplômés de la Zitouna.
En 1933, la Zitouna réforme le contenu de son enseignement et le diplôme est renommé attahcil ou tahsil. Les matières enseignées dans le cadre de ce diplôme le sont exclusivement en langue arabe ; les prérogatives qui lui sont attachées font l'objet d'un affrontement politique entre dignitaires musulmans et nationalistes d'une part, et colonisateurs français du protectorat d'autre part. Le diplôme, concurrencé par le baccalauréat français, et offrant de moins en moins de débouchés malgré les tentatives effectuées pour imposer des quotas de fonctionnaires uniquement arabophones, perd de son importance et de son audience dans les années 1960.

## Détenteurs
- Mohamed Fadhel Ben Achour, théologien, écrivain, syndicaliste, patriote et intellectuel
- Mohamed Tahar Ben Achour, professeur et recteur de l'université Zitouna
- Abdelhamid Ben Badis, réformiste algérien
- Salem Ben Hmida, poète et intellectuel
- Mohamed Salah Ben Mrad, intellectuel, journaliste et théologien
- Jameleddine Bousnina, écrivain
- Tahar Haddad, penseur, syndicaliste et homme politique
- Ahmed Kheireddine, poète et écrivain
- Mohamed Manachou, ouléma
- Abdelaziz Thâalbi, homme politique